# Теракт у Могадішо (2022)
29 жовтня 2022 року біля будівлі Міністерства освіти Сомалі в центрі Могадішо (столиці Сомалі) стався терористичний акт. Було підірвано два автомобілі. Загинули щонайменше 100 людей, постраждали щонайменше 300 людей.

## Події
У суботу, 29 жовтня 2022 року, біля будівлі Міністерства освіти Сомалі в центрі Могадішо сталися два підриви автомобіля терористами-смертниками. Перший вибух прогримів о 14:00. Другий вибух пролунав за кілька хвилин, коли машини швидкої допомоги прибули на місце першого вибуху. Другий вибух стався у жвавий обідній час біля ресторану. Від обох вибухів вибило шибки у прилеглих будівлях. Працівник місцевої швидкої допомоги сказав, що внаслідок другого вибуху спалахнули машини швидкої допомоги, коли вони перевозили постраждалих. Один водій та працівник швидкої допомоги отримали поранення.